# Zwart-witte snuitwapenvlieg
De zwart-witte snuitwapenvlieg (Nemotelus pantherinus) is een vliegensoort uit de familie van de wapenvliegen (Stratiomyidae). De wetenschappelijke naam van de soort is gepubliceerd in 1758 door Linnaeus in de tiende editie van Systema naturae.

## Uiterlijk
De kleine wapenvlieg is 4 tot 5 mm groot en heeft een spits snuitje. Het mannetje heeft een wit achterlijf met één of twee zwarte bandjes op het achterlijf. Het vrouwtje heeft een zwart achterlijf met een witte zijnaad en kleine witte vlekjes midden op de achterlijfssegmenten. De soort lijkt op andere snuitwapenvliegen zoals de kreken-snuitwapenvlieg (Nemotelus uliginosus) en de kwelder-snuitwapenvlieg (Nemotelus notatus),

## Voorkomen
De soort vliegt van eind mei tot half augustus en komt vrij algemeen voor in vochtig, ruderaal terrein in het westen van Nederland, het rivierengebied en Zuid-Limburg

## Externe link

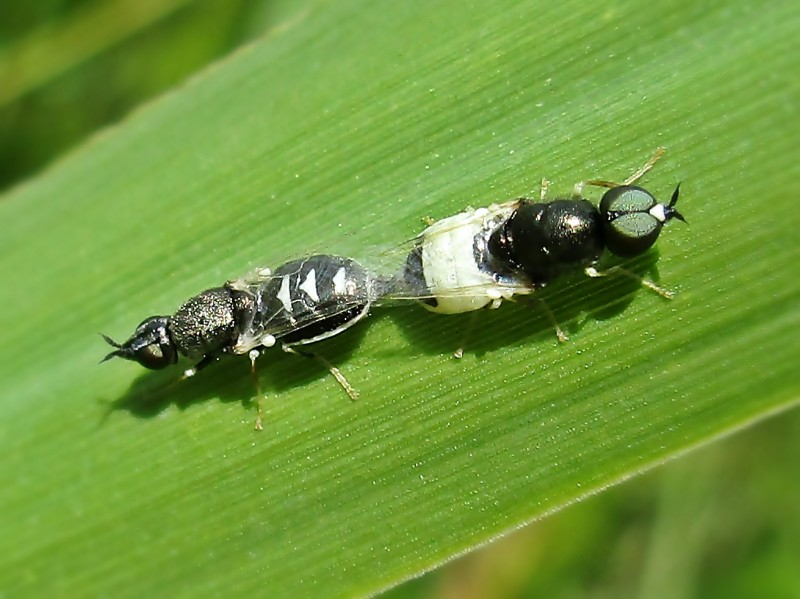
paring
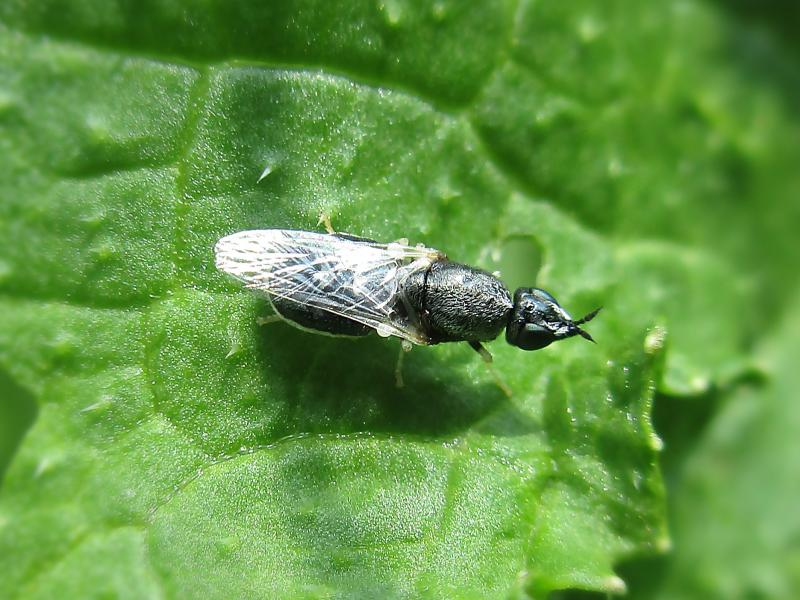
vrouwtje
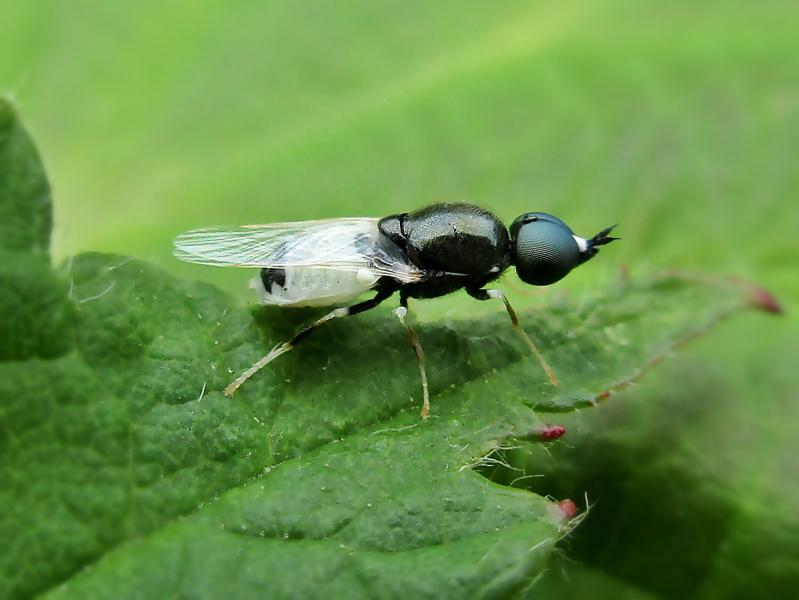
mannetje
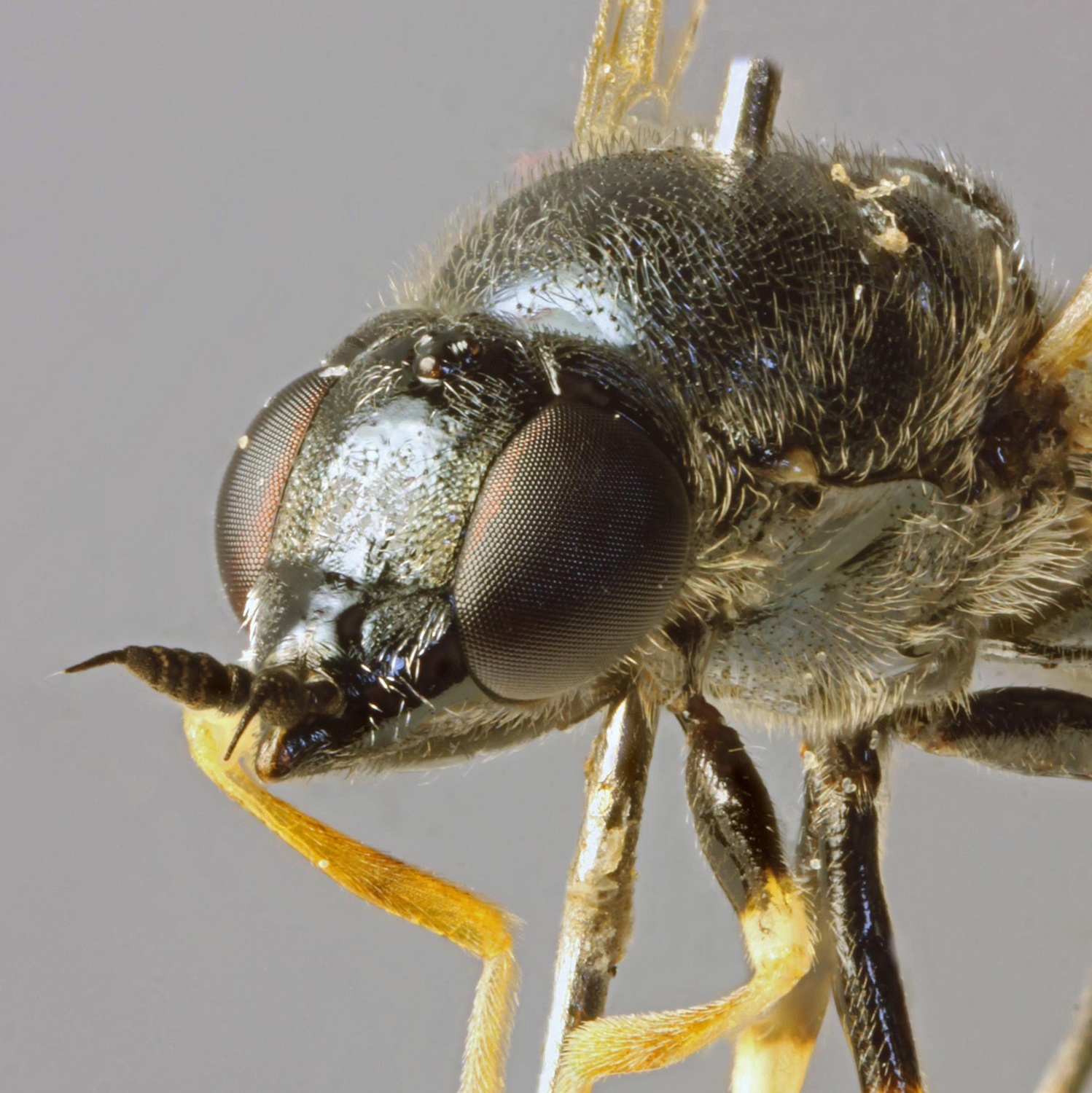
detail kop